# Na Yun-su
Na Yun-su (koreanisch 나윤수, * 20. August 1962 in Seoul) ist ein ehemaliger südkoreanischer Eisschnellläufer.

## Werdegang
Na trat international erstmals bei den Juniorenweltmeisterschaften 1979 in Grenoble in Erscheinung, wobei er den 24. Platz im Kleinen Vierkampf errang. In der Saison 1979/80 belegte er bei den Juniorenweltmeisterschaften 1980 in Assen den 22. Platz im Kleinen Vierkampf und bei den Olympischen Winterspielen 1980 in Lake Placid den 26. Platz über 1500 m, den 24. Rang über 5000 m sowie den 23. Platz über 10.000 m. In den folgenden Jahren lief er bei den Juniorenweltmeisterschaften 1981 in Elverum auf den sechsten Platz im Kleinen Vierkampf, bei der Mehrkampfweltmeisterschaft 1983 in Oslo auf den 27. Platz im Großen Vierkampf und bei den Olympischen Winterspielen 1984 in Sarajevo auf den 31. Platz über 500 m sowie jeweils auf den 30. Rang über 1000 m, 1500 m und 5000 m. In der Saison 1985/86 nahm er in Berlin erstmals am Eisschnelllauf-Weltcup teil und errang bei der Sprintweltmeisterschaft 1986 in Obihiro den 17. Platz. Zudem gewann er bei den Winter-Asienspielen 1986 in Sapporo die Silbermedaille über 500 m. In der folgenden Saison nahm er in Berlin letztmals im Weltcup teil und erreichte mit dem 22. Platz über 500 m seine beste Platzierung im Weltcup. Letztmals international startete er bei der Sprintweltmeisterschaft 1987 in Québec, wobei er  den 29. Platz errang.

## Erfolge

### Olympische Spiele
- 1980 Lake Placid: 23. Platz 10.000 m, 24. Platz 5000 m, 26. Platz 1500 m
- 1984 Sarajevo: 30. Platz 1000 m, 30. Platz 1500 m, 30. Platz 5000 m, 31. Platz 500 m

### Mehrkampf-Weltmeisterschaften
- 1983 Oslo: 27. Platz Großer Vierkampf

### Sprint-Weltmeisterschaften
- 1986 Obihiro: 17. Platz Sprint-Mehrkampf
- 1987 Québec: 29. Platz Sprint-Mehrkampf

### Winter-Asienspiele
- 1986 Sapporo: 2. Platz 500 m

## Persönliche Bestleistungen
| Disziplin | Zeit         | Datum             | Ort         |
| --------- | ------------ | ----------------- | ----------- |
| 500 m     | 38,24 s      | 13. Februar 1986  | Seoul       |
| 1000 m    | 1:16,70 min  | 15. November 1986 | Inzell      |
| 1500 m    | 2:02,40 min  | 31. Januar 1986   | Seoul       |
| 3000 m    | 4:25,33 min  | 3. Februar 1983   | Seoul       |
| 5000 m    | 7:18,23 min  | 22. Dezember 1983 | Seoul       |
| 10.000 m  | 16:00,41 min | 13. Februar 1980  | Lake Placid |